# Himantolophus azurlucens
Himantolophus azurlucens is een straalvinnige vissensoort uit de familie van voetbalvissen (Himantolophidae). De wetenschappelijke naam van de soort is voor het eerst geldig gepubliceerd in 1947 door Beebe & Crane.